# Trepcza
Trepcza (ukrainisch Терепча) ist eine Ortschaft mit einem Schulzenamt der Landgemeinde Sanok im Powiat Sanocki der Woiwodschaft Karpatenvorland in Polen.

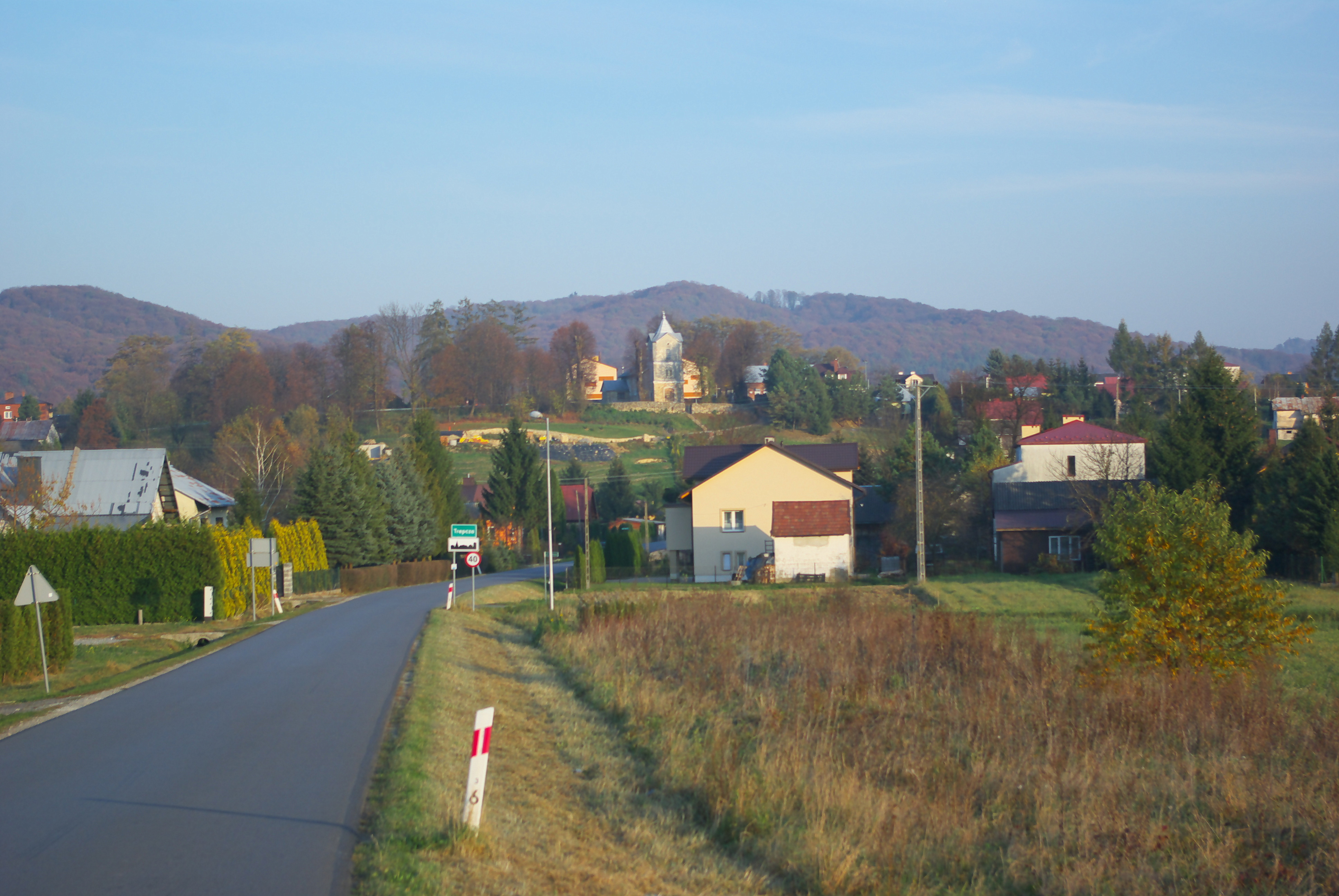
Ortsansicht

## Geographie
Der Ort liegt im Sanoker Flachland, südlich des Bergs Horodyszcze (430 Meter, siehe Slawischer Burgwall) an der Mündung des linken Zufluss Sanoczek in den San. Die Nachbarorte sind die Stadt Sanok im Südosten und Süden, Zabłotce und Srogów Dolny im Westen, Falejówka im Nordwesten, sowie Międzybrodzie im Nordosten.

## Geschichte
Der Ort wurde im Jahr 1339 als Trebscz erstmals urkundlich erwähnt, und zwar neben Sanok als die einzige Ortschaft des Sanoker Landes vor der Einnahme des westlichen Rands des Fürstentums Halytsch vom polnischen König Kasimir den Großen um 1344. Eine Mühle in Trebscz locatum wurde am 20. Januar 1339 von Bolesław Georg II. an Bartek, den Vogt von Sandomir in Kleinpolen, verliehen. Später wurde der Name als Trzepcza (1424, 1565), Trepcza (1458, 1515, 1640, 1758), w Trebczy (1730), Terepča (1851) erwähnt. Nach Władysław Makarski ist der Name vom altruthenischen Personennamen T(e)rebč mit dem Suffix -jь abgeleitet, aber Bogusława Kaczmarska ist mit ihm nicht einig und leitet den Namen, besonders die Form Trzebcza (1424, 1565) vom polnischen Verb trzebić (abholzen – in den ostslawischen Sprachen mit dem Ablaut: russisch terebiti, ukrainisch terebyty, der Ablaut im Ortsnamen von Terepča wurde erst im 19. Jahrhundert urkundlich überliefert) mit dem Suffix -cza (wie in den polnischen Ortsnamen Bir-cza, Krzyw-cza, Lut-cza usw.) ab und wurde später ruthenisiert (rz->r).
Politisch gehörte später das Dorf zum Sanoker Land, Woiwodschaft Ruthenien, Königreich Polen, ab 1569 in der Adelsrepublik Polen-Litauen. Das Dorf wurde von orthodoxen Bewohnern dominiert, aber im 16. und 17. Jahrhundert gab es dort auch eine Gemeinde der Polnischen Brüder.
Bei der Ersten Teilung Polens kam Trepcza 1772 zum neuen Königreich Galizien und Lodomerien des habsburgischen Kaiserreichs (ab 1804). Ab dem Jahr 1855 gehörte Trepcza zum Bezirk Sanok. Im Jahr 1900 hatte die Gemeinde 586 Hektar Fläche, 137 Häuser mit 785 Einwohnern, davon waren alle ruthenischsprachig, außer den Griechisch-Katholiken (766) gab es 17 Juden und 2 Römisch-Katholiken. Die Nachnamen der Bewohner im 19. Jahrhundert und der ersten Hälfte des 20. Jahrhunderts hatten häufiger Eigenschaften der polnischen Nachnamen (Nasalvokale, rz, ohne Volllaut und Depalatalisierung, oft das Suffix -ski und -ak) als der ukrainischen (g > h; ě, e, o > i, i > u). Die polnisch-ukrainischen und seltener deutsch-ukrainischen Hybridnamen deuten auf dauerhafte interethnische Kontakte.
Nach dem Ende des Ersten Weltkriegs und dem Zusammenbruch der Habsburgermonarchie kam Trepcza 1918 zu Polen. Unterbrochen wurde dies nur durch die deutsche Besetzung Polens im Zweiten Weltkrieg. 1946 wurden die örtlichen Ukrainer in die Sowjetunion umgesiedelt. Von 1975 bis 1998 gehörte Trepcza zur Woiwodschaft Krosno.